# Pere Auradell i Ribas
Pere Auradell i Ribas   (Cassà de la Selva, c. 1919 - Girona, 10 de gener de 2005) fou un pilot de motociclisme català, un dels protagonistes d'aquest esport a Catalunya entre la dècada de 1940 i la de 1960. Destacà especialment en competicions de velocitat, tot i que practicà també el motocròs, essent-ne un dels pioners a la zona de Girona quan aquesta disciplina s'hi començava a introduir a començaments de la dècada de 1960.
Auradell, un històric pilot oficial de Montesa i també de Ducson (marca amb què competia en cilindrades petites), fou guardonat per la Generalitat de Catalunya el 1993 amb la medalla d'or al Forjador de la Història Esportiva de Catalunya pel seu treball en el món de les dues rodes. Aquell mateix any rebé la medalla de bronze de la RFME (federació motociclista estatal) i durant la seva vida fou guardonat també amb la Medalla d'or de la Federació Catalana de Motociclisme.
Pel que fa al vessant empresarial, fundà a mitjan anys 40 una botiga de motocicletes que esdevingué el centre de referència del motociclisme a Girona, Motos Auradell, actualment regentada pel seu fill Pere Auradell i Gamell (conegut pilot de ral·lis que destacà també en competicions de motocròs durant la dècada de 1970).

## Resum biogràfic
Durant la guerra civil espanyola, Pere Auradell fou destinat a 16 anys a Tortosa, on exercí de missatger motoritzat tot desplaçant-se per les riberes de l'Ebre amb una Norton. Durant aquella època aprengué a reparar motocicletes, ofici que li anà molt bé a la postguerra: el 1945, va obrir un taller de reparacions de motos i bicicletes al carrer Ramon Folch de Girona, on recuperava i reconstruïa motos de la guerra (entre elles, algunes Norton, BSA i Royal Enfield). En aquella època ja participava en tota mena de curses disputades a Barcelona o València, a les quals s'hi desplaçava amb la mateixa moto que hi emprava o amb tren. Cap al 1946, va iniciar la distribució per la província de Girona de les motocicletes Montesa, essent-ne el vuitè mecànic especialitzat de la marca. Aquesta botiga fou el punt de referència de l'afecció motoritzada gironina de l'època. Més tard, durant el "boom" de la motocicleta, Auradell esdevingué distribuïdor de marques com ara Ducati, Sanglas, Ducson i altres.
El 1959, juntament amb Salvador Claret i altres coneguts gironins, fou soci fundador del Motor Club Girona, un dels clubs de l'automòbil més antics de Catalunya. Fou també un dels promotors del primer circuit de motocròs de Girona, situat a Palau-sacosta, on competia amb rivals de la talla de Pere Pi, Oriol Puig Bultó, José Sánchez, Manuel Olivencia i altres.
El 1969, coincidint amb l'esclat del motociclisme de fora d'asfalt (del qual en fou també pioner a Girona), va traslladar juntament amb el seu fill Pere el seu taller al número 8 del carrer Pont de la Barca, on segueix actualment, amb unes instal·lacions molt més àmplies. Constituïda com a Motos Auradell SA el 1980, l'empresa familiar s'especialitzà en motocicletes de gran cilindrada com ara Laverda, Norton, Benelli, Triumph o Ducati, esdevenint concessionari oficial d'Honda des de la seva implantació a Catalunya.
Gran apassionat per les motocicletes (la primera que es va comprar fou una Montesa), en va reunir una important col·lecció de més de 80 models antics. La seva afició per la competició, a més, el va acompanyar tota la seva vida, arribant a competir en curses de "clàssiques" a més de vuitanta anys. A banda de les motos, també tenia afició per l'automobilisme i fou un dels responsables de la carrera esportiva que ha fet el seu fill Pere en el món dels ral·lis: quan aquest era jove, se l'enduia d'amagat de la dona (Rosa Gamell, filla d'Osor) a córrer per la carretera que mena al Santuari dels Àngels en un antic MG de 1.300 cc, o agafaven junts el SEAT 1430 de la família per a competir-hi.